# Monte Vidon Combatte

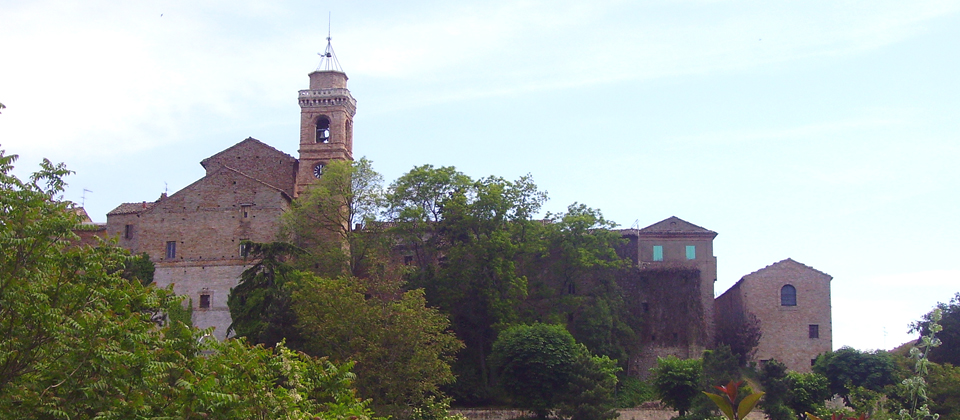
Blick auf Monte Vidon Combatte

Monte Vidon Combatte ist eine italienische Gemeinde (comune) mit 399 Einwohnern (Stand 31. Dezember 2023) in der Provinz Fermo in den Marken. Die Gemeinde liegt etwa 14,5 Kilometer südsüdwestlich von Fermo am Aso und grenzt unmittelbar an die Provinz Ascoli Piceno.

## Verkehr
Durch die Gemeinde führt entlang des Aso die frühere Strada Statale 433 della Val d'Aso (heute: Provinzstraße 238) von Pedaso nach Comunanza.

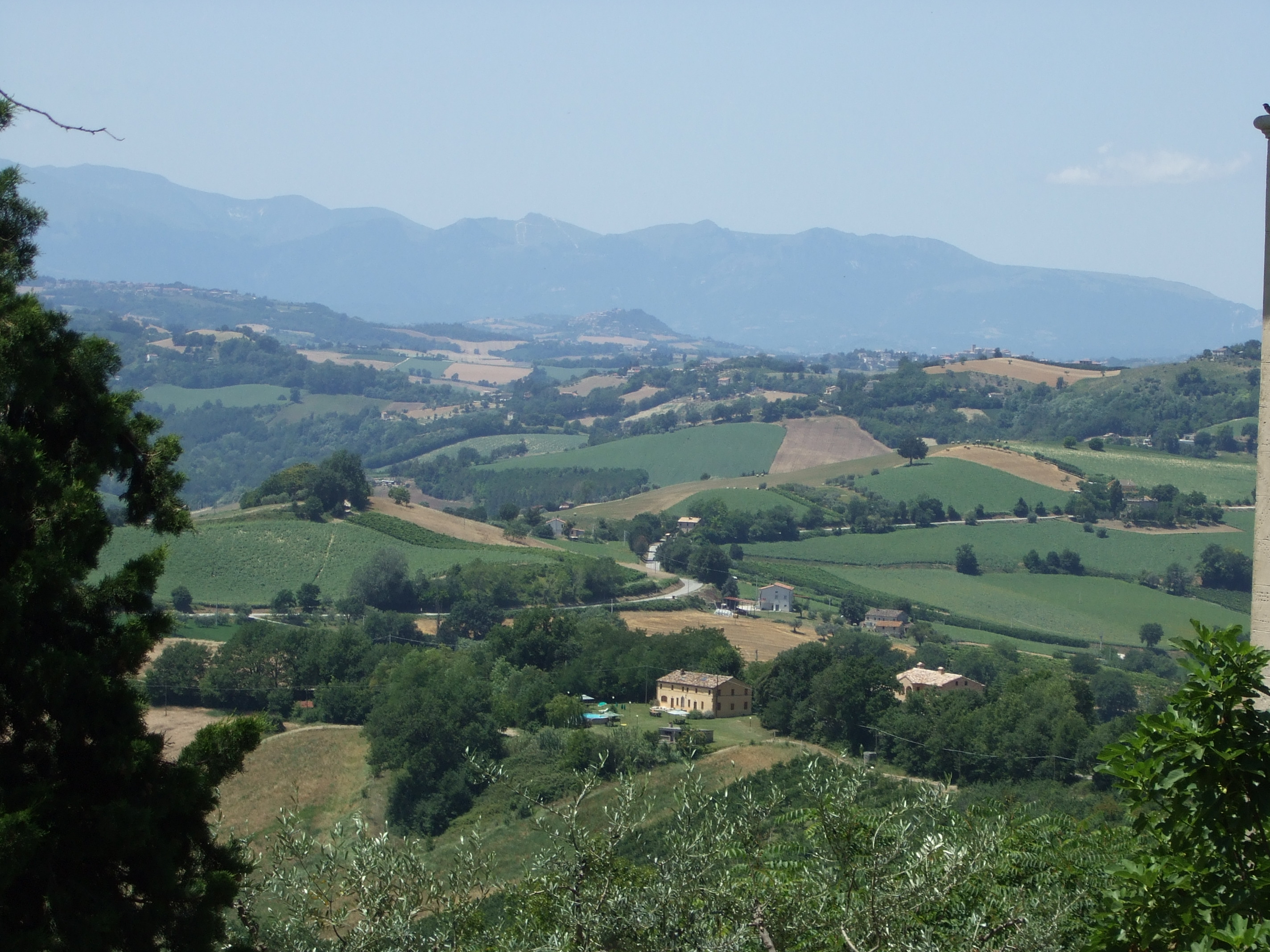
Panorama von Monte Vidon Combatte

## Persönlichkeiten
- Vincenzo Monaldi (1899–1969), Rechtshistoriker, Hochschullehrer und Politiker